# Saint-Rémy-en-Rollat

Saint-Prix este o comună în departamentul Allier din centrul Franței. În 1 ianuarie 2022 avea o populație de 1.769 de locuitori.